# Gerald A. Soffen
Gerald A. Soffen (né le 7 février 1926 à Cleveland, mort le 22 novembre 2000) est un biologiste américain, scientifique de la NASA.

## Biographie
Né à Cleveland en Ohio, il s'est vu décerner un Ph.D en biologie en 1961 de l'Université Princeton et un Master of sciences de l'Université de Californie.
Il a été directeur du programme scientifique des missions Viking d'exploration de la planète Mars. Il a dirigé l'équipe qui a conçu les premières expériences de recherche de la vie sur Mars. Il a déclaré à cette occasion: « Combien y a-t-il eu de grandes traversées comme celle de Colomb dans l'histoire? [...] Nous sommes en train de vivre une de ces aventures. Nous sommes une génération privilégiée ».
Juste avant sa mort en 2000 il préparait la commémoration du 25e anniversaire des missions Viking.
L'atterrisseur de Viking 2 a reçu le nom de Gerald Soffen Memorial Station en 2001, et un cratère martien a été baptisé cratère Soffen en 2006 pour lui rendre hommage.